# Justicia corumbensis
Justicia corumbensis es una especie de planta floral del género Justicia, familia Acanthaceae.
Es nativa de Argentina, Bolivia, Brasil y Paraguay.

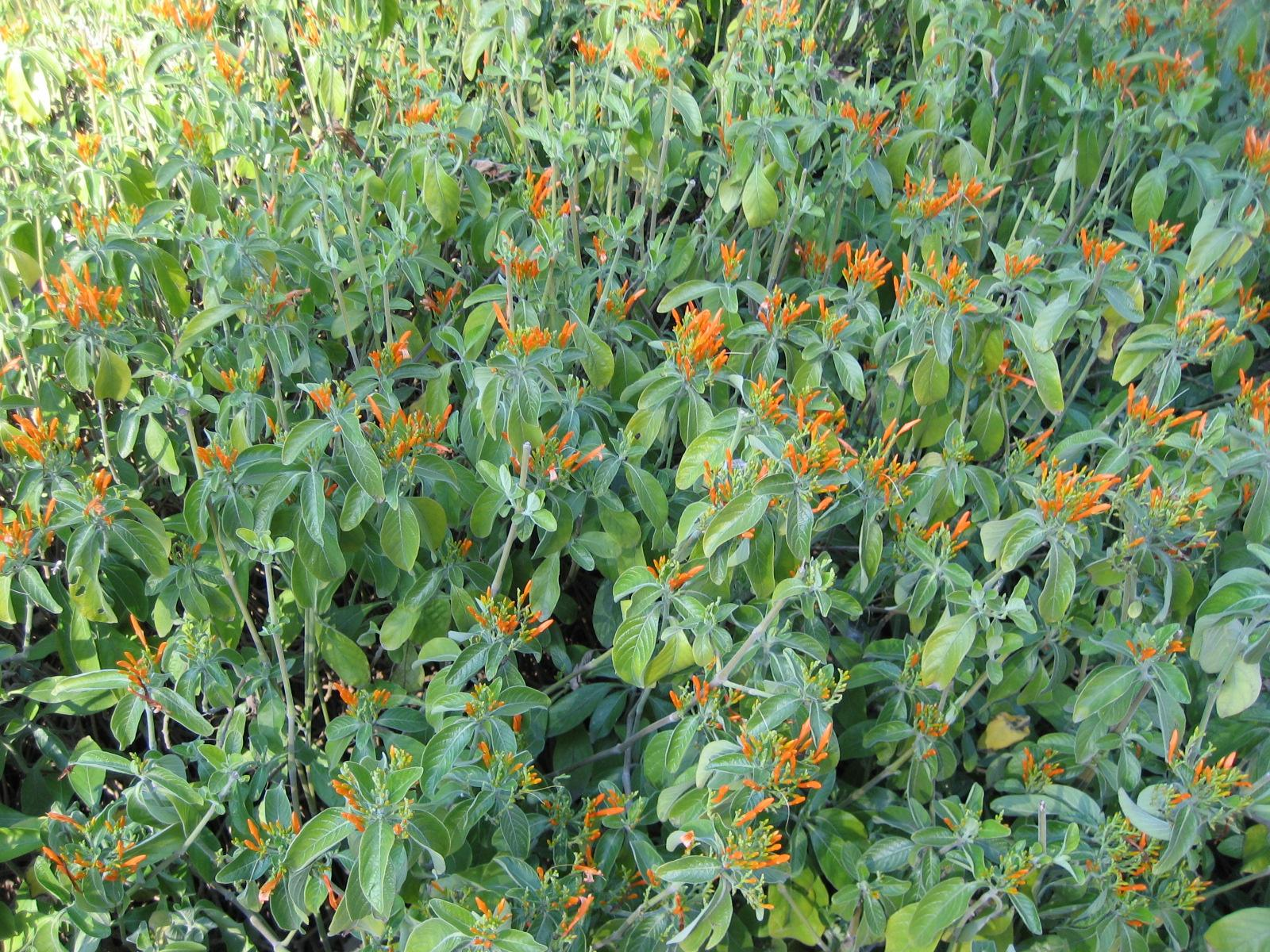
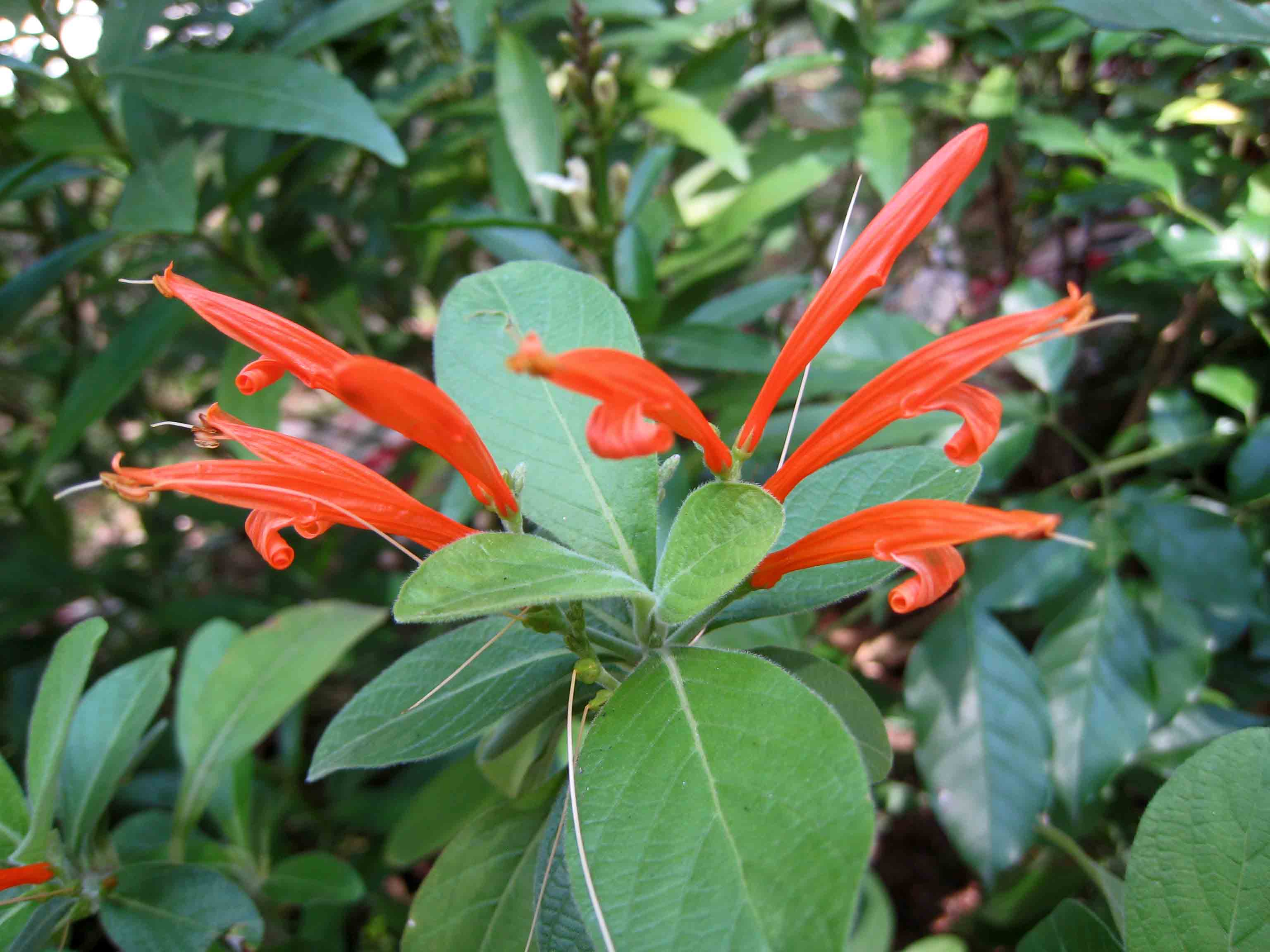
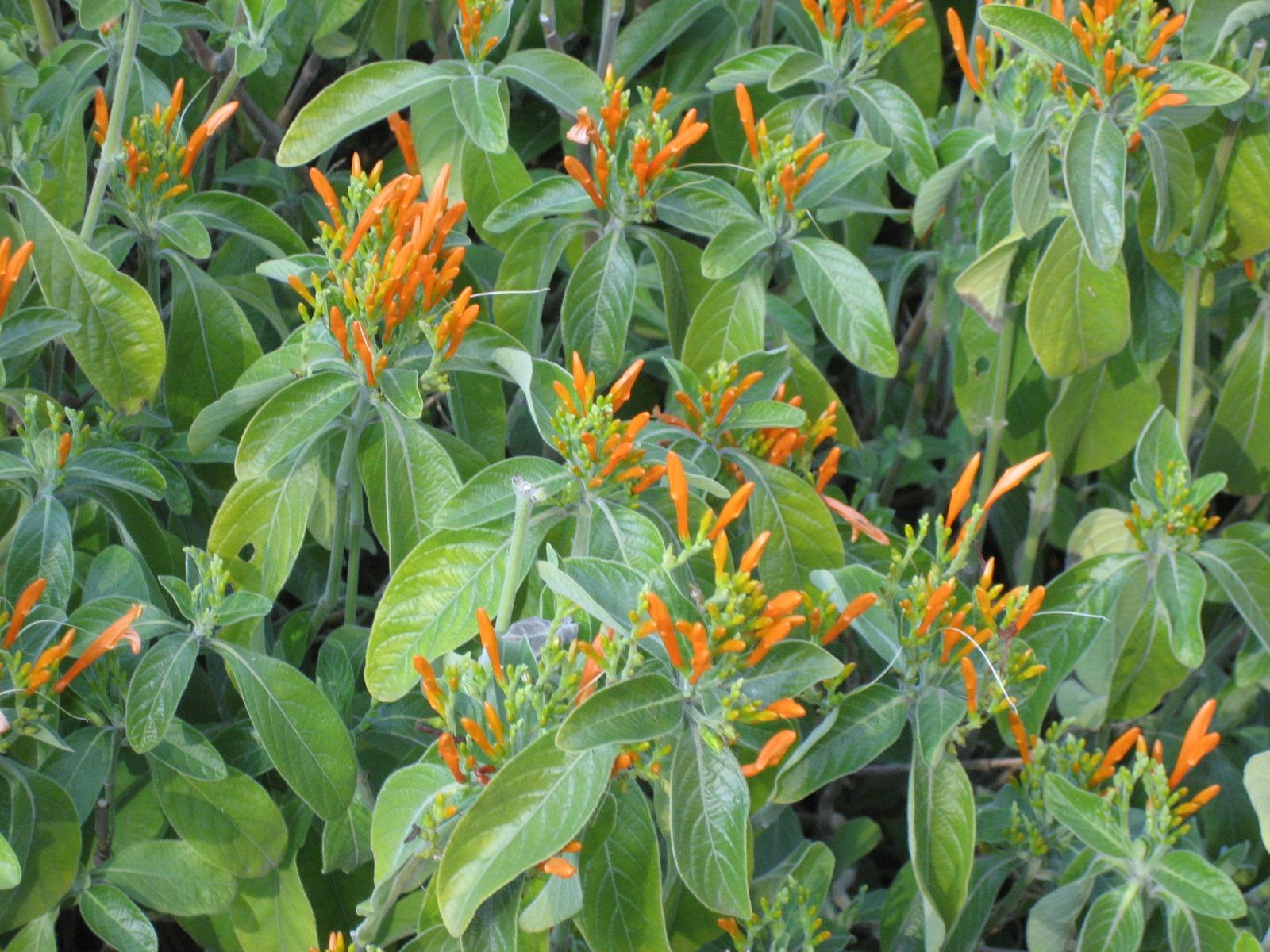